# Ko Tae-won
Ko Tae-won (tiếng Hàn: 고태원; sinh ngày 10 tháng 5 năm 1993) là một cầu thủ bóng đá Hàn Quốc thi đấu ở vị trí trung vệ cho Jeonnam Dragons.

## Sự nghiệp
Ko gia nhập đội bóng K League 1 Jeonnam Dragons vào tháng 1 năm 2016.